# Camboja nos Jogos Olímpicos de Verão de 2000
Camboja participou dos Jogos Olímpicos de Verão de 2000 em Sydney, Austrália.